# Scymnus rubricaudus
Scymnus rubricaudus är en skalbaggsart som beskrevs av Thomas Casey 1899. Scymnus rubricaudus ingår i släktet Scymnus och familjen nyckelpigor. Inga underarter finns listade i Catalogue of Life.